# Rainer Eberle
Rainer Eberle (* 2. Februar 1954 in Ravensburg) ist ein ehemaliger deutscher Diplomat. Er war deutscher Botschafter in Afghanistan (2002–2004), Sudan (2008–2011) und Libyen (2011–2013) sowie von 2014 bis 2017 Generalkonsul in Barcelona.

## Leben
Eberle schloss ein Studium der Volkswirtschaft an der Universität Mannheim mit dem Diplom ab.
Einer seiner ersten Posten im deutschen Auswärtigen Dienst war von 1988 bis 1991 Islamabad, wo er unter anderem mit der Betreuung afghanischer Flüchtlinge befasst war. In den Jahren 1991 bis 1995 war er im Auswärtigen Amt in Bonn eingesetzt und 1995/96 an der Deutschen Botschaft Brüssel tätig. Von 1996 bis 2001 wirkte er im Auswärtigen Amt in Bonn und Berlin. Im Juli 2001 wurde er Vertreter des Generalkonsuls in São Paulo. 
Nachdem er im Dezember 2001 in Bonn an der Schlussphase der internationalen Afghanistan-Gespräche auf dem Petersberg mitgewirkt hatte, wurde er im Januar 2002 der erste deutsche Botschafter in Kabul, der bei der Regierung Karzai akkreditiert wurde. 2004 kehrte er als Referatsleiter an das Auswärtige Amt in Berlin zurück. Von 2008 bis 2011 war er Botschafter in Khartum, Sudan, und von 2011 bis 2013 Botschafter in Tripolis. Von Juli 2014 bis Juli 2017 leitete Eberle das deutsche Generalkonsulat Barcelona.

## Familie
Eberle ist mit der Staatsministerin im Auswärtigen Amt und Bundestagsabgeordneten, der Grünen-Politikerin Anna Lührmann verheiratet. Zusammen hat das Paar eine Tochter, geboren 2008. Aus einer früheren Ehe mit Birgitta Maria Siefker-Eberle hat Eberle drei weitere Kinder.